# Deutsche Funkturm
Die Deutsche Funkturm GmbH (DFMG) ist ein als eine Tochter der Deutschen Telekom gegründetes Unternehmen zur Planung, Konstruktion und Vermarktung von Antennenträgern. Sie wurde im Zuge von organisatorischen Änderungen außerdem Eigentümer und Betreiber der Funktürme der Telekom. Der Sitz des Unternehmens ist in Münster.
Die DFMG wurde am 1. Januar 2002 gegründet und nahm am 1. Oktober 2002 den Betrieb auf. Ursprünglich hatte die Telekom das Ziel, die DFMG bis 2007 zu veräußern, um sich vollständig von diesem Geschäftsfeld zu trennen. Zu einem Verkauf kam es allerdings erst 2023. Seit Februar 2023 sind das kanadische Unternehmen Brookfield Asset Management und DigitalBridge aus den USA mit 51 % zusätzliche Eigentümer der DFMG. 49 % des Unternehmens verbleiben in Hand der Telekom.

## Geschäftsfeld
Zum Portfolio der DFMG zählt die Vermarktung von Antennenträger- und Technikflächen an Turm-, Mast- und Dachstandorten. Darüber hinaus errichtet, betreibt und unterhält die DFMG Funktürme und -masten. An diesen können dann von Kunden der DFMG Antennen angebracht werden, die Funksignale verbreiten und empfangen. Zu den Kunden zählt die zum Konzern der Deutschen Telekom gehörende Telekom Deutschland GmbH. Darüber hinaus gehören aber auch die zwei weiteren in Deutschland tätigen Mobilfunknetzbetreiber Vodafone und O2 dazu. Aber auch außerhalb des Mobilfunks werden die von der DFMG errichteten Antennenträger benötigt, so von überwiegend privaten sowie öffentlich-rechtlichen Fernseh- und Hörfunkveranstaltern, aber auch von BOS- und Amateurfunk.

## Zahlen und Fakten
Die DFMG beschäftigt rund 750 Mitarbeiter (2024), von denen viele bei der Gründung von der DeTeImmobilien und von T-Mobile übernommen wurden. Die Zentrale in Münster ist Dienstleister für die zehn Regionalvertretungen in Hamburg, Hannover, Berlin, Dortmund, Leipzig, Köln, Frankfurt am Main, Nürnberg, Stuttgart und München. Im Jahr 2006 erwirtschaftete die DFMG einen Gesamtumsatz von 700 Millionen Euro.
Im Eigentum der DFMG befinden sich deutschlandweit rund 34.600 Antennenstandorte in Deutschland (2024). Hierzu gehören Türme, Masten, Dachstandorte, Distributed Antenna Systems (DAS) sowie Small Cells. Das Unternehmen war und ist am Ausbau der Infrastrukturen für die Mobilfunkanbieter in Deutschland beteiligt, aktuell mit Schwerpunkt auf LTE und 5G. Zu den bekanntesten Funktürmen, deren Eigentümerin die DFMG ist, zählen der Berliner Fernsehturm, der Heinrich-Hertz-Turm in Hamburg, der Colonius in Köln und der Europaturm in Frankfurt am Main. Einige bekannte Funktürme, wie beispielsweise der Düsseldorfer Fernsehturm, sind nicht im alleinigen Eigentum der DFMG, werden aber im Bereich der technischen Sendeanlagen durch diese betrieben.

## Förderung des Amateurfunks
Aufgrund einer Förderverfügung des Postministers standen nach dem Zweiten Weltkrieg Funkamateuren des damaligen „Verbands der Funkamateure der Deutschen Bundespost“ (VFDB) u. a. Standorte auf den Fernmeldetürmen für automatische Amateurfunkstationen zur Verfügung.
Auch nach der Privatisierung der Deutschen Bundespost stellten DeTeImmo und später DFMG den Funkamateuren im VFDB diese exponierten Standorte auf den Türmen weiterhin zur Verfügung – wenn auch nicht mehr kostenlos.
Somit stehen dem Amateurfunkdienst in Deutschland bis heute diese Standorte zur Verfügung und bilden das „Rückgrat“ für das private, nicht kommerzielle und von Funkamateuren betriebene Packet-Radio-, Relais- und Notfunknetz. Seit dem 1. Mai 2007 gelten neue Rahmenbedingungen für automatische Amateurfunkstellen des VFDB an DFMG-Standorten. Die Einschränkung auf maximal 100 Watt Leistungsaufnahme und maximal vier Antennen an einem Standort bedeutet einen massiven Einschnitt in den Betrieb von automatisch arbeitenden Amateurfunkstellen.

## Rechtsstreitigkeiten
Da die Errichtung von Mobilfunkanlagen bei einem Teil der Öffentlichkeit auf Widerstand stößt, wird das Unternehmen immer wieder in Gerichtsverfahren verwickelt. Hierbei tritt die DFMG sowohl als Klägerin (vor Verwaltungsgerichten, wenn eine Gemeinde einen Bauantrag ablehnt), als Beklagte (vor Zivilgerichten, wenn Nachbarn Abwehransprüche geltend machen) und als Beigeladene (vor Verwaltungsgerichten, wenn Nachbarn die Aufhebung einer Baugenehmigung von einer Gemeinde begehren) auf.

## Verkaufsverhandlungen
Am 1. März 2007 verkündete der Vorstand der Deutschen Telekom eine Pressemitteilung, in der die neue Strategie des Unternehmens, konzentriert und gezielt zu wachsen, vorgestellt wurde. In dieser hieß es: „Zudem will die Deutsche Telekom Geschäftseinheiten veräußern, die nicht zur Strategie passen. Konkret zur Veräußerung auf dem Prüfstand sind die […] Funktürme in Deutschland und den USA (Deutsche Funkturm GmbH und US Towers) […].“ Am 15. November 2007 teilte die Deutsche Telekom mit, nach eingehender Prüfung der Kaufangebote stehe die Deutsche Funkturm nicht mehr zum Verkauf.
Gemäß Geschäftsbericht der Telekom Deutschland wurde im November 2012 die amerikanische Infrastruktur für 1,4 Milliarden Euro verkauft.
Im Juli 2022 vereinbarte die Telekom den Verkauf von 51 % der Deutschen Funkturm an das kanadische Unternehmen Brookfield Asset Management und DigitalBridge aus den USA. Nach Genehmigung der Kartellbehörden wurde der Verkauf der 51 % am 1. Februar 2023 vollzogen.